# Видинское царство
Видинское царство (болг. Видинско царство) — государство, отколовшееся от Болгарии (Тырновского царства) в XIV веке. С 1261—1336 года существовал как Видинский деспотат (болг. Видинско деспотство) — полунезависимое государство, которое временами являлось автономией внутри Болгарии.

## Видинский деспотат
После смерти в 1241 году царя Ивана Асеня II и последовавшей борьбой за болгарский престол Болгарское государство ослабло, и ряд вельмож объявили о независимости своих владений. Так в 1261 году видинский деспот Яков Светослав стал независимым правителем и даже чеканил собственную монету. Более того, видинский деспот вёл военные действия против Болгарии. После его смерти в 1276 году новый деспот Шишман продолжил независимую политику. С Тырновским царством (основным болгарским государством того времени) Шишман поддерживал мирные отношения. По крайней мере сведений о военных столкновениях между Видином и Тырново не сохранилось. После смерти Шишмана власть в Видинском деспотате перешла к его сыну, Михаилу Шишману.
В 1323 году Михаил Шишман, будучи деспотом Видина, был избран болгарским царём. В результате этого Видинский деспотат объединился с Болгарским царством. В Видине остался править деспот Белаур, брат Михаила Шишмана. После того, как в 1331 году на болгарский престол вступил царь Иван Александр, Белаур отказался повиноваться ему, однако в ходе войны 1335—1336 годов царь Иван Александр одержал победу, и власть Болгарского царства в Видине снова была восстановлена.

## Деспоты Видина
| Годы правления | Имя            |
| -------------- | -------------- |
| 1261—1276      | Яков Святослав |
| 1276—1313      | Шишман         |
| 1313—1323      | Михаил Шишман  |
| 1323—1336      | Белаур         |

## Видинское царство (1356—1365)
Когда царь Иван Александр захотел объявить своим наследником своего третьего сына Ивана Шишмана, то второму сыну Ивану Срацимиру он в 1356 году качестве компенсации дал власть в Видине (первый сын царя Ивана Александра, Михаил Асень, погиб при жизни отца). С этого момента Видинский деспотат становится известным как Видинское царство. Иван Срацимир удалился из Тырново в Видин и правил им как независимым государством. Однако до смерти своего отца, Иван Срацимир не провозглашал формальной независимости Видинского царства.

## Венгерская оккупация (1365—1369)
В 1365 году венгерский король Людовик I захватил Видинское царство и реорганизовал территорию царства в так называемым Северинскым Банат, провинцию Королевства Венгрии, которой управлял бан.
Лишь в 1369 году Видинское царство было восстановлено совместными действиями болгарского (тырновского) царя Ивана Александра, влашского князя Владислава I и правителя Добруджи Добротицы. На видинский престол вернулся Иван Срацимир.

## Видинское царство (1371—1396)
После смерти царя Ивана Александра оба его сына Иван Срацимир и Иван Шишман объявили себя единственными законными правителями Болгарии и не признавали друг друга. Правитель Видинского царства, Иван Срацимир объявил независимость Видина и провозгласил себя болгарским царем, восприняв титул своего отца «В Христе Боге верный царь и самодержец всем болгарам и грекам». То же самое сделал и Иван Шишман. Нет достоверных данных о военных действиях между Видинским и Тырновским царствами, но предполагается, что город София первоначально принадлежал Ивану Срацимиру, а с 1373 года перешёл к Ивану Шишману.

Видинское Царство, Тырновское царство и Добруджанский деспотат

Демонстрируя полную независимость Видинского царства, Иван Срацимир порвал отношения с Тырновским патриархом и подчинил Видинскую митрополию Константинополю.
Летописец Иоганн Шильтбергер писал, что в конце XIV века были:
три страны, которые все три назывались Болгария.
Он имел в виду, что вместо единого государства были Видинское царство, Тырновское царство и Скопское царство и каждое претендует, что оно есть Болгарское царство.
Благодаря своему расположению, Видинское царство было защищено от нападений турок. Однако, это продолжалось недолго. В 1396 году, вскоре после падения Тырновского царства, турки положили конец независимости Видина. Иван Срацимир был арестован за неповиновения султану (он пропустил венгерские войска через свою территорию) и его дальнейшая судьба неизвестна. После этого Видинское царство окончательно потеряло свою независимость.

## Болгарское (Видинское) царство (1396—1422)
После падения в 1395 году Тырновского царства и завоевания в 1396 году Видинского царства, на престол Видина взошёл Константин II Асень, сын Ивана Срацимира. Разграбление Видина в 1396(1397) году, пленение Йван Срацимиру  и сдача Смедерева, Стефану Лазаревичу, ослабили способность Константина II к сопротивлению. 
Он правил то как вассал турецкого султана, то как венгерского короля Сигизмунд I, а также на время объявлял независимость, но тем не менее его власть распространялась как минимум на часть бывшего Видинского царства. В период с 1396 по 1422 годы эти остатки Видинского царства и представляли собой Болгарию. Спора между Тырново и Видином уже не было. Ряд иностранных государств признавал Константина II Асеня именно как правителя Болгарии. В таком виде Болгария продолжала существовать до 1422 года, когда после смерти Константина II Асеня, Видинское царство перестало упоминаться в источниках (по видимому оно было окончательно ликвидировано турками).

## Цари Видина
| Годы правления      | Имя                                                                     |
| ------------------- | ----------------------------------------------------------------------- |
| 1336—1356           | Иван Александр                                                          |
| 1356—1365;1369—1396 | Иван Срацимир с 1365—1369 гг. Видин находился под венгерской оккупацией |
| 1396—1422           | Константин Асень                                                        |